# Brenda Allen
Pour les articles homonymes, voir Allen et Mitchell.
 (mars 2024).
Si vous disposez d'ouvrages ou d'articles de référence ou si vous connaissez des sites web de qualité traitant du thème abordé ici, merci de compléter l'article en donnant les références utiles à sa vérifiabilité et en les liant à la section « Notes et références ».
Brenda Allen, née Marie Mitchell en 1913 ou 1914, est une personnalité américaine qui déclencha un scandale conduisant à une réforme profonde du département de police de Los Angeles (LAPD). Allen, une prostituée notoire et tenancière de maisons closes, reçut la protection de la police en raison de sa relation avec le sergent Elmer V. Jackson, un officier de la brigade des mœurs, qui aurait été son amant.

## Identité
Brenda Allen, née Marie Mitchell, est également connue sous le nom de Marie Balanque.

## Début de carrière
Brenda Allen commença à se prostituer, à Los Angeles dans les années 1930, même si elle avait déjà fait l'objet de plusieurs accusations pour atteinte aux bonnes mœurs.
Vers 1940, après qu'Ann Forst, surnommée « la veuve noire », eut été condamnée à purger une peine pour proxénétisme, Brenda Allen qui était l'une de ses protégées, créa son propre réseau de prostitution. Cependant, elle se démarqua de sa mentoresse en se concentrant sur une clientèle haut de gamme et en sélectionnant ses clients. Elle versait à ses employées, un salaire décent et veillait à ce qu'elles vivent dans le confort. Brenda Allen était toujours bien habillée et soignée, n'apparaissant jamais en public sans des ongles parfaitement entretenus et des lunettes noires. Elle traitait tout le monde avec une politesse sans faille.
En 1948, elle publiait des publicités dans les journaux commerciaux hollywoodiens pour son « service d’escorte », qui mettait en vedette plus d’une centaine de filles.

## Scandale du LAPD
À l'instar de Forst, Allen fit protéger son entreprise en versant des pots de vin, à des membres de la police de Los Angeles. Elle aimait se vanter d'avoir été arrêtée 18 fois, mais n'avait jamais purgé un seul jour de prison. Allen entretenait une relation amoureuse avec le sergent Elmer V. Jackson de la brigade des mœurs du LAPD, qui devint son amant et partenaire commercial.
Afin de se protéger de poursuites judiciaires, Allen versa à Jackson 50 $ par semaine (ce qui équivaut à 500 $ par semaine en 2017) pour chaque femme qu'elle employait. Elle pouvait facilement se le permettre, puisque son équipe gagnait entre 4 500 et 4 700 dollars par jour (l'équivalent de 80 000 dollars aujourd'hui). Brenda Allen prélevait 50 % des bénéfices et 30 % servaient à payer les policiers, les médecins, les avocats, les juges et les cautions des personnes lui fournissant des faveurs. Le reste des revenus était réparti entre les prostituées.
Brenda Allen bénéficiait également d’une protection d’une nature moins légale. Alors qu'Ann Forst avait des accointances avec Jack Dragna et Johnny Roselli, Allen entretint des liens avec Mickey Cohen et Bugsy Siegel. Ironiquement, c’est à cause de la décision de Dragna et Roselli de se partager les opérations criminelles à Los Angeles qu’Allen s’est retrouvée sous la coupe de deux des membres les plus impitoyables du crime organisé de la côte ouest. Si une call-girl ou un client faisaient un mauvais geste, ils pouvaient se retrouver défigurés ou morts. Allen était bien consciente qu'elle pouvait subir le même sort. Mickey Cohen affirma lors d'un procès en 1949 que le sergent Elmer V. Jackson et le lieutenant Rudy Wellpot, du LAPD, lui extorquaient constamment de l'argent.
Le soir du 21 février 1947, Allen et Jackson étaient assis dans la voiture de celui-ci, devant l'appartement d'Allen. Soudain, un gangster, Roy « Peewee » Lewis pointa une arme à feu à travers une vitre ouverte de la voiture et exigea de l'argent. Jackson fit semblant de chercher son portefeuille mais récupéra un pistolet à la place. Il tira et tua Lewis. Bien que Jackson ait protégé Allen et lui-même, il avait exposé leur relation à d'autres membres du LAPD. Jackson a déclaré aux policiers qu'Allen était une sténographe de la police, mais la supercherie fut vite découverte par la presse.
Les responsables du LAPD ordonnèrent une enquête et mirent sur écoute les lignes téléphoniques d’Allen. Ils la firent également surveiller. Le 4 mai 1948, une perquisition fut menée dans une maison située au-dessus de Sunset Boulevard ; c'était l'un des sites utilisés par les filles d'Allen. La police confisqua une boîte de fiches sur lesquelles étaient enregistrés les noms, adresses, numéros de téléphone et notes concernant les prédilections sexuelles de plus de 200 « notables du monde du cinéma ». Brenda Allen fut arrêtée et accusée de proxénétisme.

## Procès et condamnation
Lors du procès qui s'ensuivit, où Allen fut notamment jugée pour actes de proxénétismes et de corruption, le juge Joseph Call ordonna que la boîte contenant le fichier clients — bien qu'elle soit une preuve indéniable — soit scellée car elle menaçait la carrière de nombreux dignitaires de l'industrie du cinéma et de la radio. Alors que ses clients furent épargnés, Brenda Allen fut la seule à être jugée.
Mais alors que les prostituées d’Ann Forst avaient volontiers témoigné contre elle, aucune des filles d’Allen ne se prononça contre elle. Le LAPD la mit sur écoute et demanda à l'agent de police Audre Davis de se faire passer pour une femme intéressée par la prostitution. Il s’agissait d’accuser Brenda Allen d'incitation à  la prostitution.  Davis  témoigna sous serment devant le grand jury qu'Allen l'avait sollicitée pour échanger des relations sexuelles contre de l'argent. Allen nia l'accusation. Le juge la déclara coupable et la condamna à cinq ans d’emprisonnement.
Lors de son procès, Allen témoigna des pots de vin qu'elle avait versés à la police pour sa protection, révélant que son amant, le sergent Jackson, et le sergent de la brigade des mœurs d'Hollywood, Charles Stoker, étaient les principaux bénéficiaires. Non seulement elle déposa 
plainte contre des membres du LAPD, mais fournit également des documents financiers pour prouver ses affirmations.
Quelques mois après le procès, la policière Davis revint sur son témoignage, admettant qu'elle avait menti sous serment. Le récit qu'elle avait donné au tribunal était une fabrication complète destinée à piéger Brenda Allen. En mai 1949, Allen comparut devant le tribunal pour faire appel afin que sa peine soit réduite. Moins de quatre mois plus tard, le vendredi 2 septembre 1949, Allen fut libérée de prison sur ordre de la Cour suprême de Californie. Elle y retourna cependant en 1951, pour y purger le reste de sa peine.
Le 5 mai 1949, Mickey Cohen témoigna au tribunal, dans le cadre d'une action en justice sans rapport avec Brenda Allen. Il mentionna avec désinvolture qu'il possédait des enregistrements de conversations téléphoniques entre Allen et le sergent Jackson. Ces appels provenaient du bureau de Jackson, au siège du LAPD. Cela indiquait que plus de gens étaient impliqués dans le scandale de corruption.
Avant la fin de l'été, le chef de la police Clemence Brooks Horrall démissionna, sous la menace d'une enquête du grand jury, pour parjure. Le chef adjoint, Joe Reed, a également démissionné.

## Après le procès
Brenda Allen a purgé moins d'un an de prison. Sa dernière apparition dans les journaux remonte à 1961 lorsque, au milieu d'accusations de violence domestique, elle divorça de son mari, un ancien pilote de la Marine, Robert H. Cash. Cash l'avait épousée — alors qu'elle s'appelait Marie Mitchell et travaillait comme coiffeuse — et ne savait rien de ses antécédents. Après avoir découvert qu'elle était la célèbre maquerelle d'Hollywood, il chercha rapidement à mettre fin au mariage.
Le sergent Elmer Jackson fut rétrogradé mais réussit à se maintenir dans la police jusqu'à sa retraite, dans les années 1960. Le sergent Charles Stoker fut renvoyé du LAPD lorsqu'il fut accusé de cambriolage. Une accusation, selon lui, inventée de toutes pièces et qui aboutit à un jury sans majorité lors d'un procès, en 1949.
L'une des conséquences de l'affaire Brenda Allen fut que les responsables de Los Angeles se concentrerent finalement sur la fin de la corruption systémique qui prévalait au sein du département de police. Le chef de la police Horrall fut remplacé par William A. Worton, qui exerça les fonctions de chef par intérim jusqu'en 1950, date à laquelle William H. Parker devint chef de la police. Parker fit de l'élimination de la corruption et de l'amélioration des normes de professionnalisme au sein du LAPD, une priorité absolue. Il fut reconnu comme le chef de la police de Los Angeles, à la fois, le plus renommé et le plus controversé. Le quartier général du LAPD fut nommé en sa mémoire.

## Dans la culture populaire
La relation entre Allen et Jackson fut décrite dans le roman True Confessions de John Gregory Dunne, en 1977, qui fut ensuite adapté en film, avec Robert de Niro et Robert Duvall.
Brenda Allen fut interprétée par Joan Van Ark dans un téléfilm de CBS, Shakedown on the Sunset Strip (1988).
L'histoire de Brenda Allen joue également un rôle centrale dans le jeu vidéo L.A. Noire. Dans une tentative de détourner l'attention des médias de l'arrestation d'Allen et de se protéger, le chef de la police corrompu et d'autres fonctionnaires révèlent une liaison entre la chanteuse allemande Elsa Lichtman et le protagoniste du jeu, Cole Phelps, ce qui lui vaut rétrogradation et disgrâce.
Le scandale lié à Brenda Allen et révélant la corruption du LAPD, apparaît dans les romans de James Ellroy, Le Dahlia noir, Le Grand Nulle part, Perfidia (en) et La Tempête qui vient, et est largement mentionné dans le livre LAPD '53 pour lequel Ellroy a fourni le texte des photographies fournies par le Los Angeles Police Museum.